# Хартія Співдружності Націй

Співдружність Націй

Хартія Співдружності Націй (анг. Charter of the Commonwealth) — хартія або статут Співдружності Націй, що визначає фундаментальні цінності цієї міжнародної організації, а також зобов'язання 52 держав-членів щодо рівних прав, демократії, розвитку, екології та ін.
Хартію було вирішено розробити на Самміті Співдружності 2011 року в Перті, Австралія; прийнято 19 грудня 2012 року та офіційно підписано королевою Єлизаветою II у Лондоні в День Співдружності 11 березня 2013 року.
У Хартії прописано шістнадцять основних принципів діяльності Співдружноті, а саме:
демократія, права людини, міжнародний мир та безпека, толерантність, повага та розуміння, свобода вираження поглядів, розподіл влади, верховенство права, належне врядування та протидія корупції, сталий розвиток, захист навколишнього середовища, доступ до охорони здоров'я, освіта, харчування та притулок, гендерна рівність, важливість молоді в Співдружності, визнання потреб малих держав, визнання потреб вразливих держав, і, нарешті, важлива роль громадянського суспільства.